# Uloborus tetramaculatus
Uloborus tetramaculatus är en spindelart som beskrevs av Cândido Firmino de Mello-Leitão 1940. Uloborus tetramaculatus ingår i släktet Uloborus och familjen krusnätsspindlar. Inga underarter finns listade i Catalogue of Life.